# Онейда (язык)
Онейда, или онайда (Oneida) — язык народа онайда, относится к северной ветви ирокезских языков. Распространён в американских штатах Нью-Йорк и Висконсин, а также в канадской провинции Онтарио. Ethnologue сообщает о 67 носителях, из них 55 проживают в Канаде и 12 — в США. Большинство носителей также используют английский. Все говорящие — люди пожилого возраста. Число носителей быстро снижается. Находится под угрозой вымирания, существуют проекты по возрождению языка.
Диалектные различия незначительны. Сложная система словообразования.

## Счёт от 1 до 10
- 1 — úskah
- 2 — téken
- 3 — áhsʌ
- 4 — kayé
- 5 — wisk
- 6 — yá•yahk
- 7 — tsya•ták
- 8 — tékluˀ
- 9 — wá•tlu
- 10 — oye•lí[2]